# Reissmann Károly Miksa

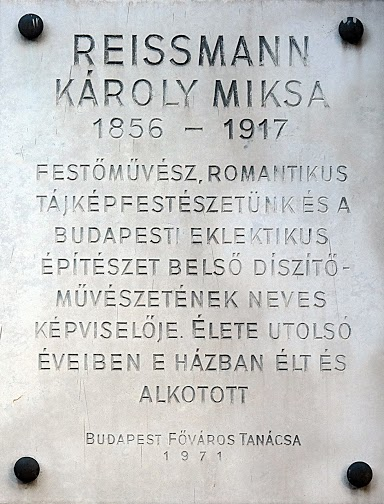
Emléktáblája egykori lakóházán

Reissmann Károly Miksa (Neustadt, Németország, 1856. július 14. – Budapest, 1917. május 11.) festő és grafikus, Barabás Gizella édesapja.

## Élete
Coburgban, Lipcsében, Münchenben, a berlini Iparművészeti Főiskolán és Bécsben végzett művészeti tanulmányokat. Tanulmányúton járt Egyiptomban, Palesztinában és Görögországban, ahol több vázlatot készített, melyek alapján később képeket festett. Hazatérése után 1892-től Budapesten élt, 1909-ben szerezte meg a magyar állampolgárságot. Műveivel 1893-tól szerepelt a Műcsarnok és a Nemzeti Szalon kiállításain. Az ő kartonjai szolgáltak a Szépművészeti Múzeum román csarnokának, illetve az Országház termei egy részének belső festett ornamentikája alapjául. Magyar tájképei közül kiemelkedő a régi Tihanyt ábrázoló akvarell-sorozata. Három képét őrzi a Magyar Nemzeti Galéria. Műveiből a veszprémi Laczkó Dezső Múzeum rendezett emlékkiállítást 1966-ban.